# Heinrich Dürrschmidt
Otto Heinrich Gustav Dürrschmidt (né le 26 novembre 1819 à Wunsiedel, mort le 13 janvier 1899 à Munich) est un magistrat et homme politique bavarois.

## Famille
Son père était l'avocat Wunsiedler Johann Georg Dürrschmidt (mort en 1854). Il est marié à Anna Barbara Caroline Sand (1778–1822), une sœur aînée de l'assassin politique Karl Ludwig Sand. Son père contribue au renvoi du professeur berlinois Wilhelm Martin Leberecht de Wette, car de Wette avait envoyé une lettre de consolation à la mère de Sand. Lors d'une perquisition chez Karl von Wangenheim (de), qui a suivi son professeur Hegel de Heidelberg à Berlin en 1818, une lettre de Dürrschmitt est trouvée dans laquelle il fait référence à la lettre de de Wette. À la suite d'une réquisition prussienne, la lettre est confisquée par les autorités bavaroises.

## Biographie
Heinrich Dürrschmidt commence ses études à l'université d'Erlangen. En 1839, il devient actif dans le Corps Baruthia (de). En tant qu'inactif, il déménage à l'université de Heidelberg. En 1842, il prête serment au souverain bavarois. Le président du district de Haute-Franconie Melchior von Stenglein (de), le père de son successeur au Sénat Melchior Stenglein (de), le qualifie de peu fiable parce que Dürrschmidt a l'habitude d'exprimer ouvertement ses sentiments allemands francs et communs. Lorsqu'il passe du service administratif au service judiciaire préparatoire en 1853, le gouvernement de Haute-Franconie lui refuse l'admission à la cour d'appel. Ce n'est qu'après s'être opposé au ministère de la Justice avec l'intercession du maire de Wunsiedel, Kristoph Landgraf, et de l'ancien juge de district d'Ihl, le commissaire réactionnaire de la ville de Bamberg, qu'il devient assesseur du tribunal d'Aichach en 1854. En 1857, il devient juge de district à Donauwörth. Puis il vient à Augsbourg, où il épouse la fille du maire, et plus tard à Freising. En 1861, il devient juge d'appel à Munich. En 1868, il fait partie du conseil de fondation de l'association électorale du Parti progressiste au niveau municipal à Munich. De 1869 à 1879, il est élu de la Chambre bavaroise des députés dans la circonscription de Munich links der Isar. Il est également ami avec la famille de Hermann Dyck. En 1877, il devient conseiller de la Cour suprême bavaroise (de). Avec la fondation du Tribunal du Reich en 1879, il y est nommé. Au nouvel an 1889, il prend sa retraite.
Son ouvrage Die klösterlichen Genossenschaften in Bayern und die Aufgabe der Reichsgesetzgebung, paru à Munich en 1875, est mis à l’Index librorum prohibitorum le 25 juin 1875.